# Geostacionarni satelit
Geostacionarni satelit (grč. γη (Gea): Zemlja + kasnolat. stationarius: koji miruje) je umjetni Zemljin satelit koji se giba geosinkrono (istodobno s okretanjem Zemlje oko svoje osi), i pod inklinacijom orbite od 0° pa se čini da miruje iznad određene točke na ekvatoru. Satelit se u ravnini ekvatora giba po takvoj kružnoj stazi da je trajanje njegova obilaska oko Zemlje jednako trajanju okretaja Zemlje oko svoje osi (23 sata, 56 minute, 4 sekunde), uz jednak smjer gibanja (od zapada prema istoku). To se postiže pri brzini satelita od 3 074 m/s i visini od 35 786 kilometara, a takva se putanja (orbita) naziva geosinkronom putanjom. Ako je također i kut putanje satelita i putanje planeta (Inklinacija orbite) jednak nula, tada je satelit u geostacionarnoj orbiti. Satelit se u takvoj orbiti nalazi uvijek iznad istog mjesta na Zemljinom ekvatoru. Velika poluos svih geosinkronih i geostacionarnih orbita je 42 164 km.
Iz tog je položaja vidljiva približno trećina Zemljine površine pa ju je cijelu moguće pokriti sa samo 3 umjetna satelita, što geostacionarnu putanju čini osobito pogodnom za smještaj telekomunikacijskih i meteoroloških satelita. Prvi geostacionarni satelit bio je Syncom-3, američki telekomunikacijski satelit lansiran 1964. Geosinkrona i geostacionarna orbita ograničeni su resursi zbog čega se telekomunikacijski operateri zapisuju kod Međunarodne telekomunikacijske unije za slobodni orbitalni utor komunikacijskih satelita. Komunikacijske i meteorološke satelite često se stavlja u geostacionarne orbite. Razlog je što zemaljske satelitske antene koje komuniciraju s njima ne moraju se okretati da bi ih pratili, nego su stalno usmjerene ka istoj točki na nebu, onoj gdje su sateliti.

## Meteorološki satelit
Dva su osnovna tipa meteoroloških satelita, od kojih se jedan koristi satelitima u polarnoj orbiti, a drugi geostacionarnim satelitima. Geostacionarni sateliti tipa GOES, GMS i METEOSAT na visini od približno 36 000 kilometara iznad ekvatora neprestano (kontinuirano) snimaju stanje Zemljine atmosfere i Zemlje u nekoliko spektralnih područja svakih pola sata. Takvih 6 umjetnih satelita u razmaku od 60 zemljopisnih duljinskih stupnjeva opasuju cijelu Zemlju, a slike koje šalju postale su sastavnim dijelom svakodnevne analize i prognoze vremena te uz praćenje vremenskih promjena omogućuju i otkrivanje područja nastajanja opasnih tropskih ciklona, uragana i tajfuna. Europska svemirska agencija ESA lansirala je dosad 7 satelita METEOSAT, koji pretražnim radiometrima daju slike u vidljivom i infracrvenom dijelu spektra. Godine 2002. lansiran je MSG1, satelit METEOSAT druge generacije, koji svakih 15 minuta prizemnim postajama na čak 12 spektralnih područja neprestano šalje znatno veći broj podataka o stanju atmosfere nego li dosadašnji METEOSAT.